# Alain Thomas
Alain Thomas, né le 14 février 1942 à Nantes, est un artiste peintre français. Il est considéré comme le chef de file de la peinture naïve-primitive,.

## Biographie

### Jeunesse
Alain Thomas a réalisé son premier tableau à l'âge de 12 ans, après que sa grand-mère maternelle, artiste peintre amateur, lui a offert du matériel. Il disposait déjà à l'école d'un talent en dessin. À 14 ans, contraint de travailler comme apprenti pour la confiserie familiale à Saint-Sébastien-sur-Loire, il peint la nuit.

### De 1962 à 1967

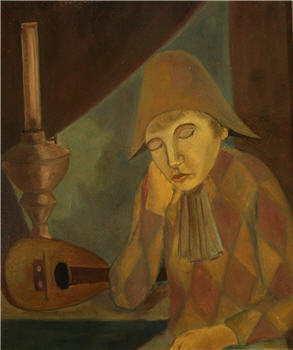
Arlequin

Autodidacte, il commence sa carrière à l'âge de 20 ans et présente sa première exposition à Nantes en 1963.
Il commence par peindre des personnages tristes et rigides aux visages assez indifférenciés à l’image du Saltimbanque (1965). Comme le soulignent les visages du clown Bocki du Cirque Francky (1963) et des baladins (1964), ses personnages ont toujours le regard triste et le sourire figé. Ils occupent presque la totalité du tableau et ne permettent pas d’obtenir une perspective dégagée. Jusqu’en 1967, les fonds de la plupart de ses œuvres sont quasiment inexistants et ne laissent entrevoir que de timides couleurs uniformes tombant souvent à la verticale. Ces éléments se retrouvent également dans le tableau solitude (1964).
Influencé par la période bleue et rose de Pablo Picasso comme en témoigne le mime et la Vahiné (1965), Alain Thomas lui rend un Hommage à Pablo (1965) en le représentant de face sur un fond où l’on retrouve la période cubiste du célèbre artiste espagnol.

### De 1968 à 1979

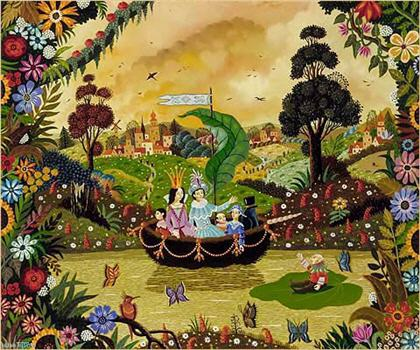
Nid flottant

En 1968, Alain Thomas connaît dans sa vie deux événements qui vont lui permettre de s'épanouir : il arrête son travail de confiseur chocolatier pour se consacrer pleinement à la peinture et se marie.
L’élaboration de ces nouveaux arrière-plans composés d’oiseaux, de fleurs, de paysages a pour effet d’adoucir l’impassibilité des personnages qui continuent d’offrir le même visage mélancolique, les mêmes yeux noirs candides.

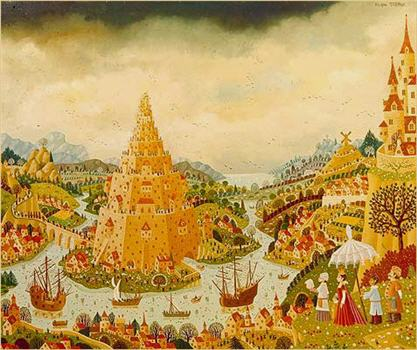
Tour de Babel

C’est à partir de 1968 qu’Alain Thomas abandonne ses constructions-portraits centrés sur un ou deux personnages. Le fond du tableau, la perspective, la profondeur de champ s’ouvrent désormais sur des paysages verdoyants peuplés d’animaux fantastiques comme la licorne située aux côtés d’Irun (1968). De 1968 à 1979, il s'affirme dans cette optique avec sur l’embarcadère du rêve (1969), le temps des métamorphoses (1970), l’arbre-fleurs (1979) et Graziella, princesse des lutins (1972).

### De 1980 à aujourd'hui
À partir des années 1980, le portrait posé, en gros plan, disparaît peu à peu. Animaux, et personnages se multiplient pour s’intégrer dans leur environnement. Les peintures se singularisent par la diversité des thèmes abordés tels que le cycle des saisons, la féerie, l’Orient, la Russie et le bestiaire.
Alain Thomas a fait du toucan son oiseau symbole dont il peint un à un les 113 spécimens de cette espèce depuis 1995. La Ligue pour la protection des oiseaux (LPO.) et le WWF (Fonds Mondial pour la Nature) apportent leur soutien à sa démarche.

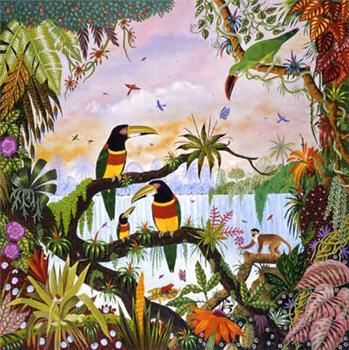
Toucans
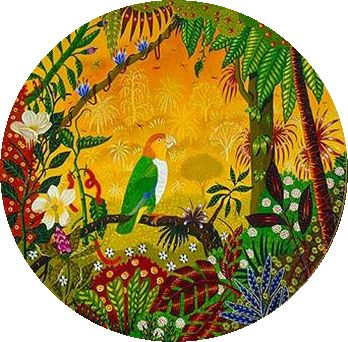
Perruche de Nanday
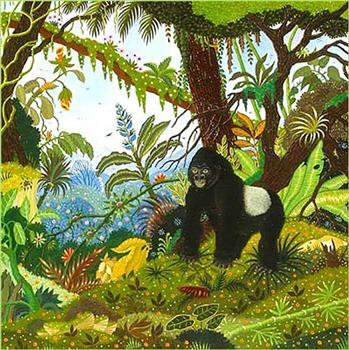
Gorille
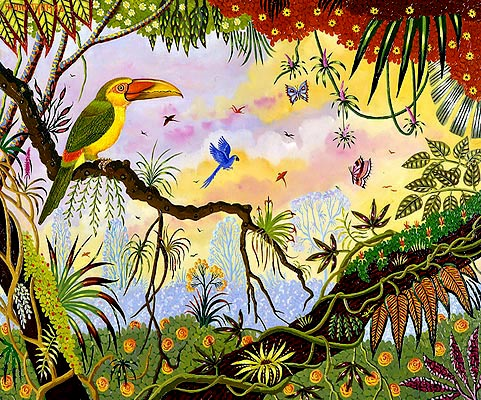
Toucan de Baillon femelle

Les compositions traitées sont scène hivernale russe (1983), bouquet printanier (2002), Sultan, Schéhérazade et Dinarzade (1985), scène orientale animée (1997) ou Sultane à la guirlande (1987), paysage hivernal nocturne aux trois moines (2004), oiseaux exotiques (2003), Gerda à la montgolfière (1991), concerto animalier (1998).

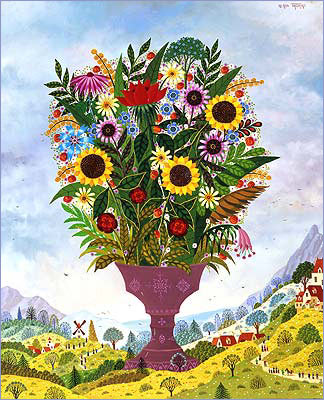
Bouquet printanier
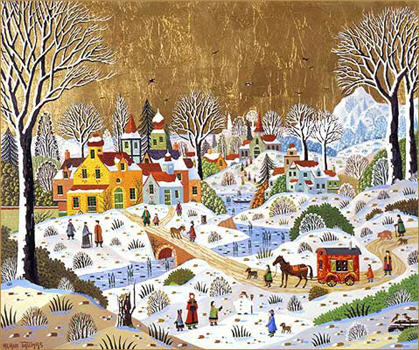
Roulotte rouge
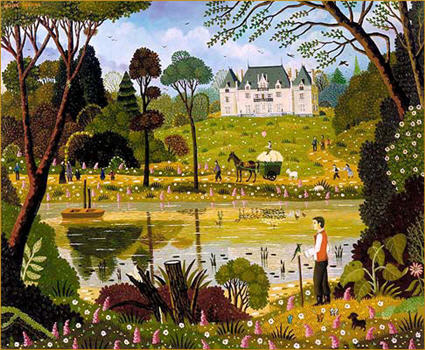
Château de la Frémoire
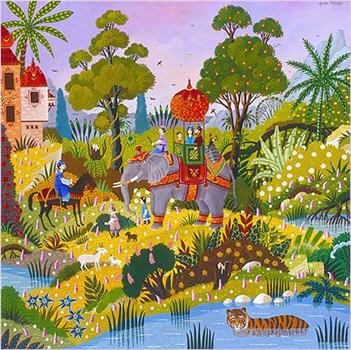
Paysage oriental

En 2020, Clisson accueille deux de ses œuvres : Le Jardin du Héron et La Cascade aux Toucans. Ces deux créations sont la propriété de la ville de Clisson. Le projet s’inscrit dans le Parcours de l’Odyssée des Oiseaux, un dispositif régional créé autour de son œuvre. Ce parcours artistique à vocation touristique réunit des œuvres inspirées par l’univers du peintre, en vue valoriser des lieux culturels.
Entre le 22 et le 30 décembre 2021, le spectacle son et lumière "Lucia, Mystères d'Amazonie", directement inspiré des œuvres du peintre, attire 182 000 personnes. Les œuvres sont projetées à Nantes sur la cathédrale et sur le Muséum, mais aussi sur la cathédrale d'Angers, et sur le Château-Neuf à Laval.
En octobre 2020, il est fait chevalier de l'ordre national du Mérite par Jean-Marc Ayrault.

## Œuvres

### La «Fresque du toucan à bec caréné»

Fresque du toucan à bec caréné

Dévoilée en mai 1996, cette fresque de plus de 125 m2 représentant un toucan à carène en forêt amazonienne, ornait auparavant un mur de la place Aimé-Delrue. En raison de la construction d’un immeuble, la fresque du toucan à bec caréné quitte cet emplacement en juillet 2004.
Dix ans après sa première apparition et une rénovation complète, la fresque du toucan fait son retour en juin 2006 dans le centre-ville de Nantes, sur un mur de la rue Fanny-Peccot, à proximité de l’Hôtel de Ville.
Entièrement réalisée à la main par quatre artisans des ateliers Greleg, la fresque est le résultat de l’agrandissement par projection de l’œuvre d’Alain Thomas selon la technique du carreau.
Initialement commandée par l’entreprise Giraudy, devenue aujourd’hui Viacom, la fresque du toucan est désormais la propriété de la Ville de Nantes.

### Le «Triptyque de la Nativité»

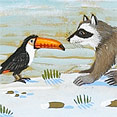
Détail du triptyque de la Nativité

Le « Triptyque de la Nativité » est exposé à la cathédrale de Nantes depuis Noël 2004. A l’occasion de la messe de Minuit, Mgr Soubrier dévoile une Nativité peinte par Alain Thomas. L’artiste a consacré une année entière à la réalisation de ce triptyque de 3,5 m2.
D’un commun accord entre les représentants du Ministère de la Culture et de l’Evêché de Nantes, l’accrochage de cette œuvre revêt un caractère définitif.

## Illustrations
Alain Thomas a illustré une vingtaine de livres dont plusieurs bestiaires, livres de bibliophilie tels que Marco Polo (1987) et contes pour enfants comme Neige de Printemps (1987). Certaines créations sur papier comme celle du Toucan (2002) et des Aras Macao (2004) décorent également les supports de nombreuses collections sur porcelaines de Limoges, soies de Lyon, émaux de Longwy, tapisseries d’Aubusson, enluminures, etc.
- 1969 : Nus d’Alain Thomas - Texte de Michel Géa - Éditions P.-J.Oswald (épuisé).
- 1969 : Alain Thomas - Éditions Chiffoleau (épuisé).
- 1978 : Douze contes pour Noël - Texte de Jacques Raux - Éditions Pierre Gauthier (épuisé).
- 1979 : La Belle Babel - Texte d’Yves Cosson - Éditions Pierre Gauthier (épuisé).
- 1981 : Elles sur des textes choisis, portfolio - Éditions Pierre Gauthier (épuisé).
- 1982 : Interlude familier de Magdeleine Labour - Éditions Imbert Nicolas (épuisé).
- 1985 : Contes des mille et une nuits - Traduction Antoine Galland - Éditions Hervas (épuisé).
- 1987 : Le Livre de Marco Polo - Bibliophilie - Éditions du Cadran (épuisé).
- 1988 : Alain Thomas - Éditions Cid-Picollec.
- 1988 : La Reine des neiges - Andersen - Éditions Cid-Picollec (épuisé).
- 1988 : Neige de Printemps - Texte d’Ysabelle Lacamp - Albin Michel Jeunesse (épuisé).
- 1992 : Le Bestiaire d’Alain Thomas - Texte de Karl Regardin - Éditions Hervas (épuisé).
- 1993 : Perceval Le Gallois - Texte de Jacques Boulenger - Bibliophilie - Éditions du Cadran.
- 1997 : Le Bestiaire II d’Alain Thomas - Texte de M.Wilhem - Éditions Victor Stanne.
- 2000 : Toucans - Texte de Jacques Cuisin - Éditions Victor Stanne.
- 2004 : La Reine des neiges - Andersen - Éditions Coiffard.
- 2005 : Sindbad le Marin - Mille et une nuits - Éditions Coiffard.
- 2006 : Alain Thomas - Éditions Coiffard.

## Décoration
- Chevalier de l'ordre national du Mérite, le 29 mai 2019[11],[7].

## Alain Thomas dans la culture populaire
- Les œuvres d'Alain Thomas sont citées dans le roman d'Annie Le Coz, Mortelle Bigoudène: Les enquêtes du capitaine Paoli - Tome 6, éditions Alain Bargain, 2019  (ISBN 9782355506062)